# Pachalik d'Andrinople
Pour les articles homonymes, voir Andrinople (homonymie).
1826–1867
Entités précédentes :
- Pachalik de Silistra (partie)
- Pachalik de Roumélie (partie)
- Pachalik de l'Archipel (partie)

Entités suivantes :
- Vilayet d'Andrinople

L'eyalet ou pachalik d'Andrinople (en turc : Eyālet-i Edirne) est une province de l'Empire ottoman qui a existé de 1826 à 1867. Elle couvrait une partie de la Bulgarie, de la Grèce et de la Turquie d'Europe actuelles. Elle regroupe plusieurs sandjaks transférés du pachalik de Silistra et de celui de Roumélie. Sa capitale était Andrinople (Edirne en turc, Ἁδριανούπολις / Adrianoúpolis en grec, Одрин / Odrin en bulgare, Andrinople ou Adrianople dans l'usage français ancien). En 1867, elle devient le vilayet d'Andrinople.

## Subdivisions

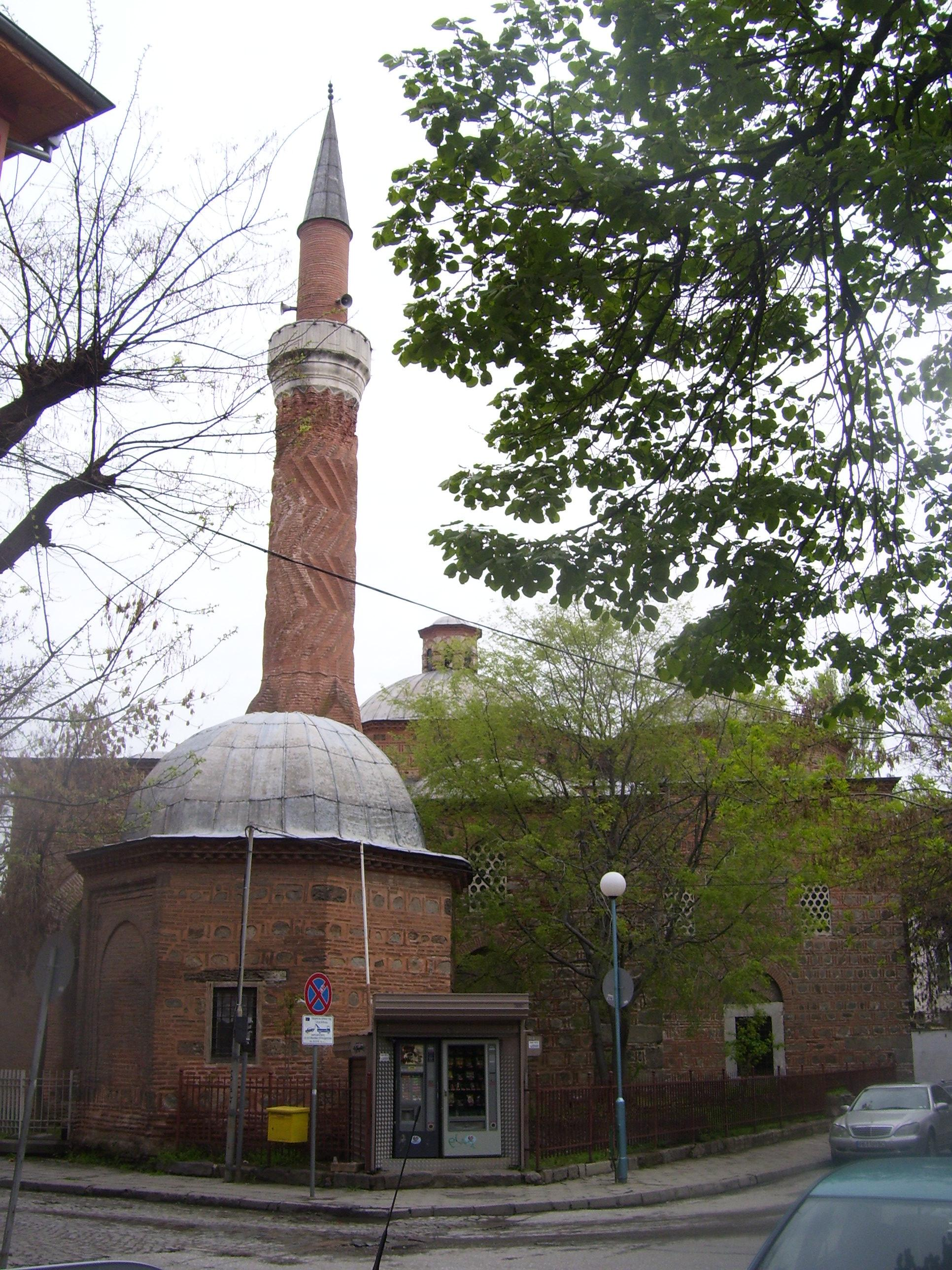
Mosquée Şahabettin et türbe (tombeau musulman) à Plovdiv

La province est subdivisée en six sandjaks :
- le sandjak de Nevahi-i Erbaa (Çatalca) ;
- le sandjak de Vize, siège transféré en 1849 à Tekirdağ ;
- le sandjak de Gelibolu (Gallipoli) cédé en 1846 par le pachalik de l'Archipel ;
- le sandjak d'Edirne (Andrinople) ;
- le sandjak de Plovdiv ;
- le sandjak de Sliven ou Stara Zagora.